# A tizedes meg a többiek (együttes)
A tizedes meg a többiek egy népszerű magyar punkzenekar. 1981-ban alakultak meg. Tagok: Tizedes (Márton Attila), Papp Gyuri, Hadzsi Imre és Sziki. Márton Attila volt az alapító tag. A 80-as évek magyar punk színterének legmeghatározóbb alakjai voltak,[forrás?] és az egyik leghíresebb itthoni punkegyüttes.[forrás?] Nevüket az ugyanilyen című híres filmdrámáról kapták. Híresek nyomasztó szövegű dalaikról és gyors, hardcore punk zenéjükről. Mint a legtöbb hazai punkzenekar, ők is többször feloszlottak. Eredetileg 1982 és 1986 között működtek (az akkori rendszer ugyanis üldözte a punkzenekarokat dalaik témái miatt). Később újból összeálltak, és a mai napig működnek. A leghíresebb magyar punk előadók közé tartoznak[forrás?], a QSS-sal, az ETA-val, a CPg-vel, a Kretens-szel és a C.A.F.B.-vel együtt.